# Johan Stålbom (kyrkoherde)
Johan Stålbom, född omkring 1668, död 27 april 1737 i Föglö i Åland, Finland, var kyrkoherde på Åland.

## Biografi
Johan Stålbom var son till inspektoren Hans Stålbom (1638–1678) och Maria Petraea, dotter till Aeschillus Petraeus samt Bureättling.
Stålbom blev student vid Kungliga Akademien i Åbo 1680. Han prästvigdes i Åbo stift 1694, blev klockare på Föglö 1694 och kaplan 1695. År 1697 blev han kaplan i Geta på Åland. Han blev 1708 ställföreträdande kyrkoherde i Föglö och var orator vid prästmötet samma år. Han fick interimistisk fullmakt som kyrkoherde i Föglö 1711 och bekräftelse på tjänsten 1719, men var under åren 1714–1721 på flykt i Sverige undan "rysshärjningarna". Först från år 1721 verkade han som kyrkoherde på Föglö.
Han blev gift 1695 med Anna Danielsdotter Mansnerus (ca 1668–1763), dotter till hans företrädare som kyrkoherde i Föglö Daniel Andreae Mansnérus (1640–1710), och Elisabet Hulterstadia. 
De hade barnen Maria Grunnérus (1696–1760), Elisabet Granberg  (ca 1698–1755), Hedvig Backman (1708–1767) och Daniel Stålbom (1711–?).